# Јакотина (ријека)
Јакотина је лијева притока Врбање. Извире на сјевероисточним падинама планине Чемернице (на око 1050 м н / в), и изнад села Костићи и регионалне цесте Бања Лука - Скендер Вакуф. Дуга је око 11 km.
Протиче испод села Јакотина, Соколине и Заграђе. Њено ушће је у Котор Варошу, око сто метара низводно од старог центра и пијаце..
Након међурјечје са Цврцком (притока Врбање) и притокама Угра, силази у релативно кратки и дубок кањон (дубине 300 м) – све до ушћа њене једине веће (десне) притоке Грабачовца.. При самом улазу у Котор Варош, слиједе један мањи водопади и познати водопад "Бобас", висок око 7 м.; на том мјесту је шире познати истоимени извор који је увијек био повезиван са разним народним вјеровањима. Изнад Бобаса, на лијевој стрмој падини, налазе се остаци зидова средњовјековног града Котора.
Ову ријеку прати регионална цеста: Котор Варош - Кнежево, која излази на комуникацију за Травник (алтернативно преко Иломске или Угра) и Бањалуку.